# 国际田联年度最佳运动员
国际田联年度最佳运动员（IAAF Athlete of the Year），是由國際田徑總會下属的「国际运动基金会」颁发给田径、越野跑、公路赛跑和竞走的领域的运动员的荣誉奖项。奖项分设男女两项，颁发给当年度成绩最为突出的运动员。

## 获奖者一览

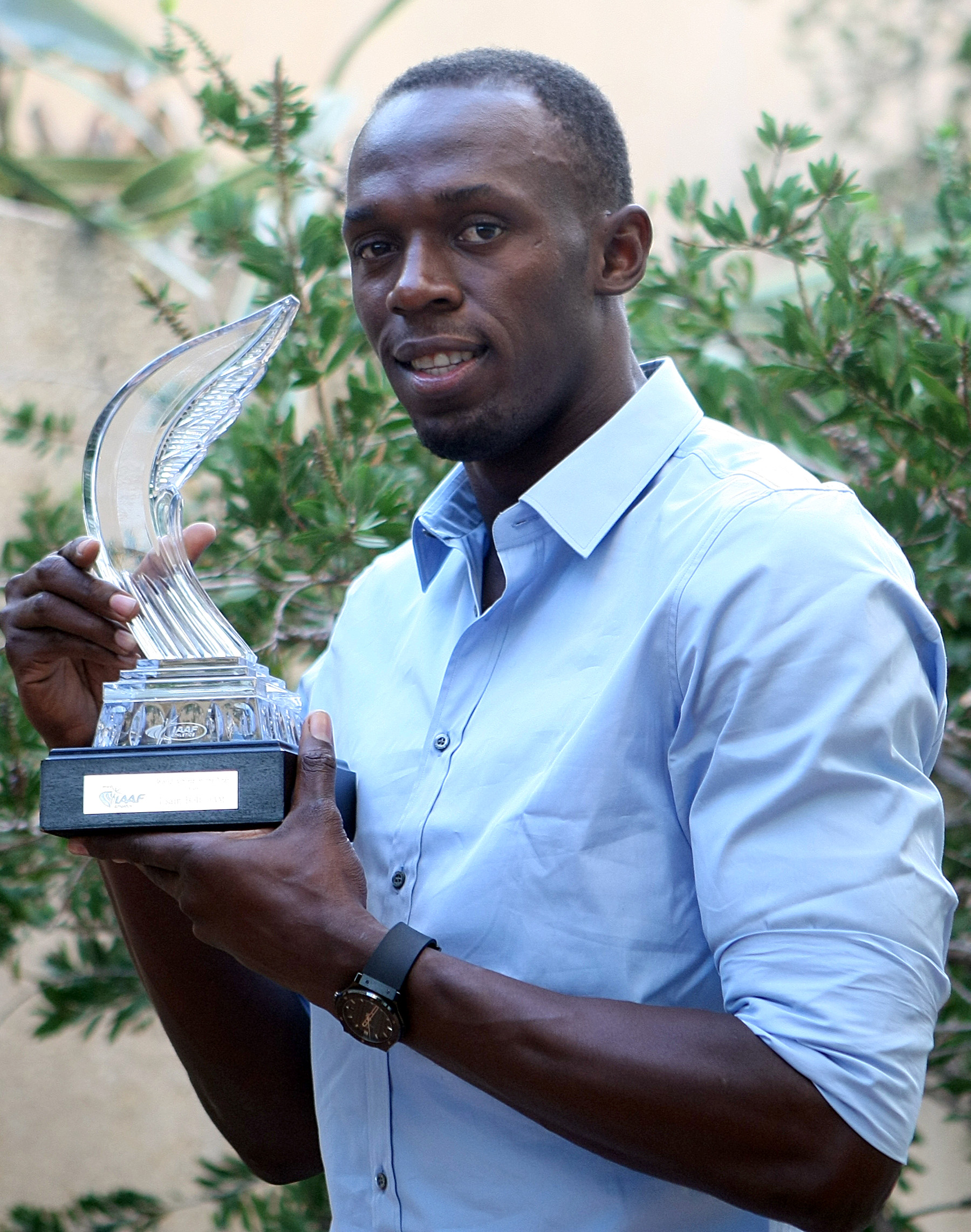
尤塞恩·博尔特手持2011年国际田联年度最佳运动员奖杯。博尔特共计6次获得该奖项，是获奖次数最多的运动员。

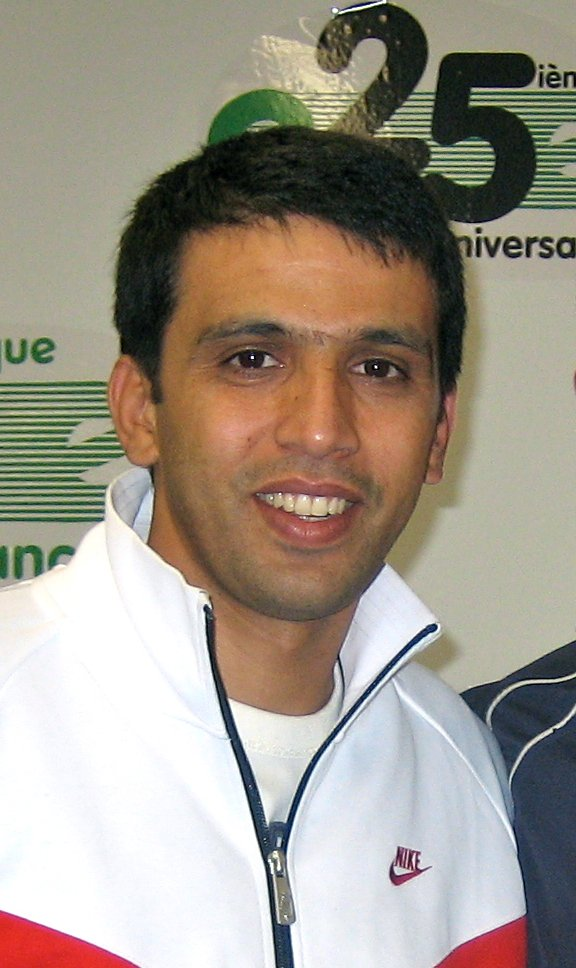
希沙姆·格鲁杰曾于2001-2003年连续三次获得国际田联年度最佳运动员奖。

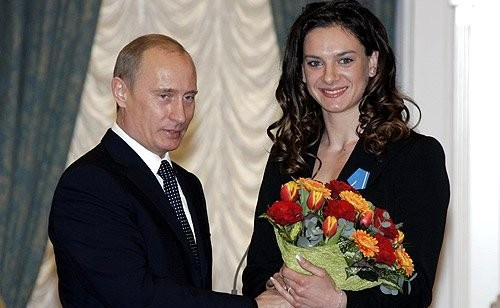
叶莲娜·伊辛巴耶娃曾于2004、2005及2008年三次获得国际田联年度最佳运动员奖，是获奖次数最多的女运动员。

| 年份   | 男运动员            | 项目               | 女运动员                 | 项目                    |
| ------ | ------------------- | ------------------ | ------------------------ | ----------------------- |
| 1988年 | 卡尔·刘易斯         | 100米、200米、跳远 | 弗洛伦斯·格里菲斯-乔伊娜 | 100米、200米            |
| 1989年 | 杰·金德姆           | 110米跨栏          | 安娜·菲德利娅·基罗特     | 400米、800米            |
| 1990年 | 史蒂夫·巴克利       | 标枪               | 玛琳·奥蒂                | 100米、200米            |
| 1991年 | 卡尔·刘易斯         | 100米、200米、跳远 | 卡特琳·克拉比            | 100米、200米            |
| 1992年 | 凯文·杨             | 400米跨栏          | 海克·亨克尔              | 跳高                    |
| 1993年 | 科林·杰克逊         | 110米跨栏          | 萨莉·冈纳尔              | 400米跨栏               |
| 1994年 | 努尔丁·莫尔塞利     | 1500米             | 杰姬·乔伊娜-克西         | 七项全能、跳远          |
| 1995年 | 乔纳森·爱德华兹     | 三级跳远           | 格温·托伦斯              | 100米、200米            |
| 1996年 | 迈克尔·约翰逊       | 200米、400米       | 斯韦特兰娜·马斯特尔科娃  | 800米、1500米           |
| 1997年 | 威尔逊·基普凯特     | 800米              | 马里恩·琼斯              | 100米、200米、跳远      |
| 1998年 | 海勒·格布雷西拉西耶 | 5000米、10000米    | 马里恩·琼斯              | 100米、200米、跳远      |
| 1999年 | 迈克尔·约翰逊       | 200米、400米       | 加布里埃拉·薩博          | 1500米、5000米          |
| 2000年 | 扬·热莱兹尼         | 标枪               | 马里恩·琼斯（后被取消）  | 100米、200米、跳远      |
| 2001年 | 希沙姆·格鲁杰       | 1500米、5000米     | 斯泰茜·德拉吉拉          | 撑杆跳高                |
| 2002年 | 希沙姆·格鲁杰       | 1500米、5000米     | 寶拉·拉德克利夫          | 5000米、10000米、马拉松 |
| 2003年 | 希沙姆·格鲁杰       | 1500米、5000米     | 赫斯翠·克洛特            | 跳高                    |
| 2004年 | 克内尼萨·贝耶查     | 5000米、10000米    | 叶莲娜·伊辛巴耶娃        | 撑杆跳高                |
| 2005年 | 克内尼萨·贝耶查     | 5000米、10000米    | 叶莲娜·伊辛巴耶娃        | 撑杆跳高                |
| 2006年 | 阿萨法·鲍威尔       | 100米              | 桑娅·理查兹              | 400米                   |
| 2007年 | 泰森·盖伊           | 100米、200米       | 梅塞蕾特·德法尔          | 5000米                  |
| 2008年 | 尤塞恩·博尔特       | 100米、200米       | 叶莲娜·伊辛巴耶娃        | 撑杆跳高                |
| 2009年 | 尤塞恩·博尔特       | 100米、200米       | 桑娅·理查兹              | 400米                   |
| 2010年 | 大卫·鲁迪沙         | 800米              | 布蘭卡·弗拉希奇          | 跳高                    |
| 2011年 | 尤塞恩·博尔特       | 100米、200米       | 萨莉·麦克莱伦            | 100米、100米栏          |
| 2012年 | 尤塞恩·博尔特       | 100米、200米       | 爱丽森·费利克斯          | 100米、200米、400米     |
| 2013年 | 尤塞恩·博尔特       | 100米、200米       | 谢莉-安·弗雷泽           | 100米、200米            |
| 2014年 | 雷诺·拉维勒尼       | 撑杆跳高           | 瓦莱丽·维利              | 铅球                    |
| 2015年 | 阿什顿·伊顿         | 十项全能           | 根泽比·迪巴巴            | 1500米、5000米          |
| 2016年 | 尤塞恩·博尔特       | 100米、200米       | 阿尔马兹·阿亚纳          | 10000米                 |
| 2017年 | 穆塔茲·伊薩·巴希姆  | 跳高               | 纳菲萨图·蒂亚姆          | 七项全能                |
| 2018年 | 埃利乌德·基普乔盖   | 马拉松             | 卡特琳·伊瓦尔根          | 三级跳远                |
| 2019年 | 埃利乌德·基普乔盖   | 马拉松             | 达莉拉·穆罕默德          | 400米跨栏               |
| 2020年 | 阿曼德·杜普兰蒂斯   | 撑杆跳高           | 尤利玛尔·罗哈斯          | 三级跳远                |
| 2021年 | 卡斯滕·瓦霍尔姆     | 400米跨栏          | 伊莱恩·汤普森-赫拉       | 100米、200米            |
| 2022年 | 阿曼德·杜普兰蒂斯   | 撑杆跳高           | 悉妮·麦克劳克林-莱弗隆   | 400米跨栏               |
| 2023年 | 諾亞·萊爾斯         | 100米、200米       | 菲斯·基皮耶贡            | 1500米、5000米          |
| 2023年 | 阿曼德·杜普兰蒂斯   | 撑杆跳高           | 尤利玛尔·罗哈斯          | 三级跳远                |
| 2023年 | 凱爾文·基普圖姆     | 马拉松             | 提格斯特·阿塞法          | 马拉松                  |

## 统计（截至2010年数据）

### 男子运动员
各大类运动项目获奖人次如下：
- 11人次：短跑（100米至400米）
- 9人次：中长跑（800米以上）
- 3人次：跳远、跨栏
- 2人次：标枪
- 1人次：撑杆跳高、十项全能

注1：卡尔·刘易斯重复计入两类。

### 女子运动员
各大类运动项目获奖人次如下：
- 13人次：短跑（100米至400米）
- 6人次：中长跑（800米以上）
- 4人次：跳远、撑杆跳高
- 3人次：跳高
- 2人次：跨栏
- 1人次：七项全能、铅球

注2：安娜·奎罗特、杰姬·乔伊娜、马里恩·琼斯和萨莉·麦克莱兰重复计入两类。

### 没有获奖选手的项目
截至2015年，下列奥运会正式比赛的田径项目中，尚无选手获得该项荣誉称号：
- 铁饼、链球